# Leakesville
Leakesville es un pueblo del Condado de Greene, Misisipi, Estados Unidos. Según el censo de 2000 tenía una población de 1.026 habitantes y una densidad de población de 250.7 hab/km².

## Demografía
Según el censo de 2000, había 1.026 personas, 390 hogares y 262 familias residiendo en la localidad. La densidad de población era de 250,7 hab./km². Había 463 viviendas con una densidad media de 113,1 viviendas/km². El 79,92% de los habitantes eran blancos, el 19,40% afroamericanos, el 0,10% amerindios, el 0,10% asiáticos y el 0,49% de otras razas. El 1,07% de la población eran hispanos o latinos de cualquier raza.
Según el censo, de los 390 hogares en el 27,2% había menores de 18 años, el 51,0% pertenecía a parejas casadas, el 14,9% tenía a una mujer como cabeza de familia, y el 32,6% no eran familias. El 29,7% de los hogares estaba compuesto por un único individuo, y el 14,9% pertenecía a alguien mayor de 65 años viviendo solo. El tamaño promedio de los hogares era de 2,34 personas y el de las familias de 2,92.
La población estaba distribuida en un 21,5% de habitantes menores de 18 años, un 8,1% entre 18 y 24 años, un 19,6% de 25 a 44, un 23,5% de 45 a 64, y un 27,3% de 65 años o mayores. La media de edad era 46 años. Por cada 100 mujeres había 71,6 hombres. Por cada 100 mujeres de 18 años o más, había 66,0 hombres.
Los ingresos medios por hogar en la localidad eran de 26.731 dólares ($), y los ingresos medios por familia eran 33.618 $. Los hombres tenían unos ingresos medios de 30.208 $ frente a los 19.167 $ para las mujeres. La renta per cápita para la ciudad era de 14.674 $. El 21,5% de la población y el 17,0% de las familias estaban por debajo del umbral de pobreza. El 38,0% de los menores de 18 años y el 12,3% de los habitantes de 65 años o más vivían por debajo del umbral de pobreza.

## Geografía
Según la Oficina del Censo de los Estados Unidos, la localidad tiene un área total de 4,1 km², todos ellos correspondientes a tierra firme.